# 390
سنة 390 م (بالأرقام الرومانية: CCCXC) كانت سنة بسيطة تبدأ يوم الثلاثاء (الرابط يظهر نموذج الجدول الزمني الكامل للسنة) من التقويم اليولياني. في ذلك الوقت كانت هذه السنة تعرف على أنها سنة تولي القنصلية من قبل أغسطس ونيوتيريوس (وتعرف على نطاق أضيق بسنة 1143 من تاريخ تأسيس روما). بدأت تسمية السنة ب390 منذ العصور الوسطى المبكرة، عندما أصبح تقويم أنو دوميني هو الأسلوب السائد في أوروبا لتسمية السنوات.

## مواليد
- أيتيوس
- ماجنوس

## وفيات
- أبوليناريوس